# Wiktor Pawlyk

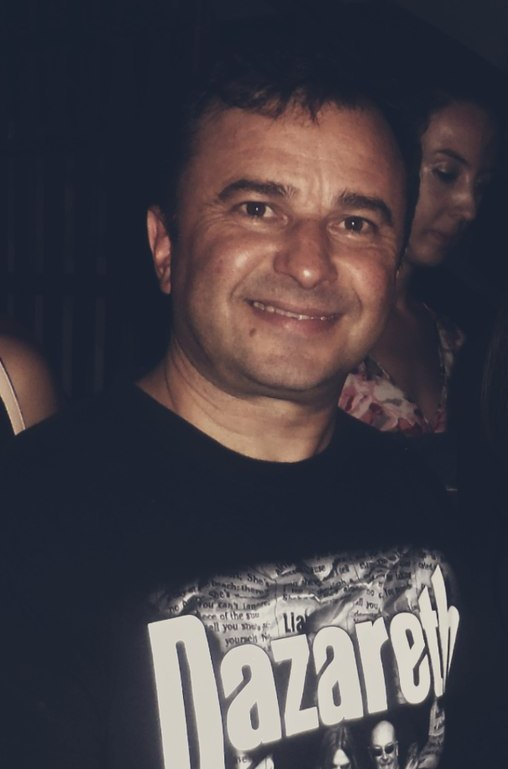
Wiktor Pawlyk (2015)

Wiktor Frankowytsch Pawlyk (ukrainisch Віктор Франкович Павлик; * 31. Dezember 1965 in Terebowlja, Ukrainische SSR) ist ein ukrainischer Musiker.

## Leben
Im Alter von 16 Jahren begann Wiktor Pawlyk seinen Lebensunterhalt als Musiker zu verdienen – er spielte mit dem Vokalinstrumentalensemble „Еверест“ in Restaurants und auf Hochzeiten in der Oblast Ternopil.
Von 1984 bis 1986 absolvierte er seinen Wehrdienst in der Sowjetarmee, wo er ebenfalls als Musiker tätig war. Seine letzte Position in der Armee war der des künstlerischen Leiters des Regiments (Offiziersposten). Nach seinem Wehrdienst arbeitete er zunächst von September 1986 an in der Kultur- und Bildungsschule von Terebowlja und erhielt dann von dem bekannten Sänger Iwo Bobul (Іво Бобул; * 17. Juni 1953) ein Angebot bei den regionalen Philharmonikern von Ternopil zu arbeiten. Dort war er bis 1991 als Künstler/ Sänger in der Begleitgruppe von Iwo Bobul tätig und nahm an zahlreiche Konzertreisen der Philharmoniker in der Ukraine, nach Weißrussland und Moldawien sowie nach Rumänien, Ungarn, der Tschechoslowakei, Polen und nach Jugoslawien teil.
An der Kultur- und Bildungsschule von Terebowlja absolvierte er 1989 eine Ausbildung zum Chorleiter und Sänger.
Zwischen 1992 und 1995 war er an der Ternopiler regionalen Philharmonie Mitglied der Musikergruppe Anna-Maria (ukrainisch Анна-Марія), wo Pawlyk Gitarre spielte und Solo-Songs vortrug. In dieser Zeit war die Band in der Ukraine sehr erfolgreich.
So wurde deren Lied Ти подобаєшся мені 1994 zum besten lyrischen Lied der Ukraine, und die Gruppe Anna-Maria wurde zur besten Popgruppe der Ukraine gewählt.
Pawlyk verließ 1995 mit seiner damaligen Frau die Ukraine Richtung Türkei, da er dort als Musiker 20 Dollar täglich, gegenüber 50 Dollar monatlich in der Ukraine, verdiente. Nach einem Jahr kehrte er in die Ukraine zurück, ließ sich in Kiew nieder und begann eine Solokarriere. 1998 machte Pawlyk das von Tarkan 1995 veröffentlichte türkische Lied Şıkıdım in einer ukrainischsprachigen Version „Шикидим“ nicht nur in der Ukraine, sondern auch in den GUS-Staaten zu einem Hit.

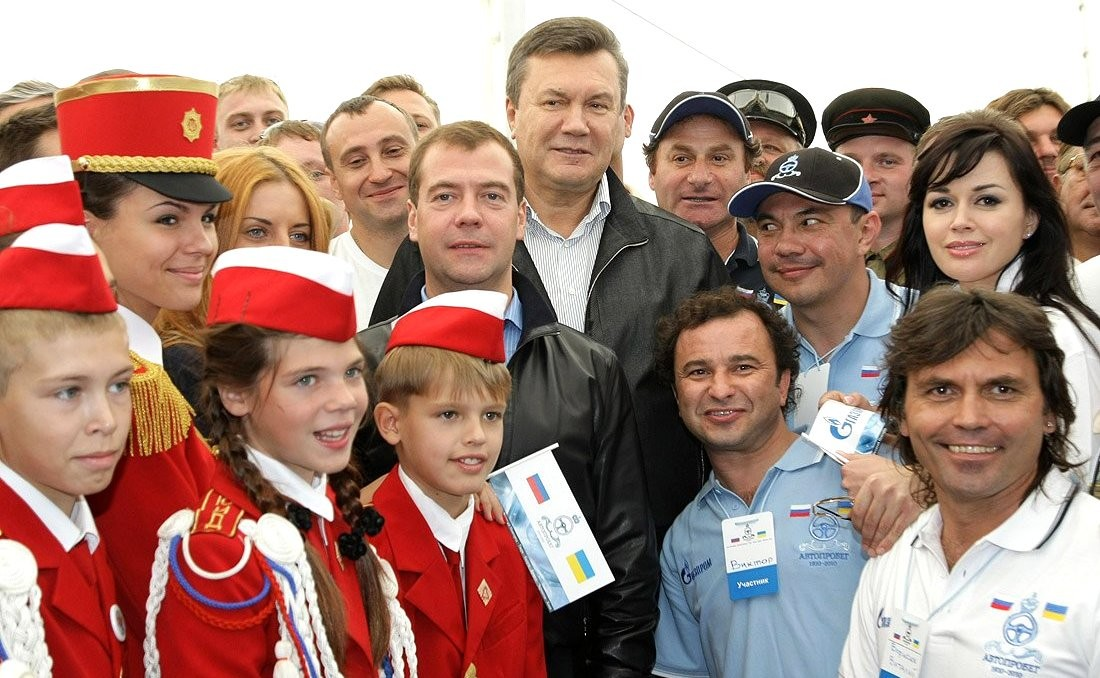
Dmitri Medwedew, Wiktor Janukowytsch und in der ersten Reihe, zweiter von rechts Wiktor Pawlyk 2010

An der Nationalen Universität für Kultur und Kunst in Kiew absolvierte er 2000 die Pop-Gesangsklasse (Lehrerin Oksana Bilozir) mit Auszeichnung. 2002 machte er eine mehrmonatige Tournee durch 20 US-Bundesstaaten und Kanada, bei der er etwa 200 Solokonzerte für die ukrainische Diaspora unter anderem in Buffalo, New Jersey, Philadelphia, San Francisco und Sacramento gab. Am 15. April 2003 veranstaltete Pawlyk ein großes Solokonzert im Nationalen Palast der Künste Ukrajina, das dem 20. Jahrestag seiner kreativen Tätigkeit gewidmet war.
Pawlyk schrieb bisher mehr als 300 Lieder und hat mehr als 27 Alben veröffentlicht.

## Privates
Am 29. Mai 2020 heiratete er seine vierte Ehefrau.
Sein ältester Sohn Oleksandr Pawlyk (Олександр Вікторович Павлик; * 22. April 1984) ist ebenfalls ein erfolgreicher Musiker.

## Diskografie

### Alben
- 1998: Шикидим
- 1999: Анна-Марія
- 2000: Диво
- 2001: Світку мій високий
- 2002: Дівчина-сонце
- 2003: Дякуючі Богу
- 2004: Слава Богу!
- 2005: Танцюймо разом
- 2005: Кімната в середіні мого серця
- 2005: Коломийки
- 2006: Твої очі
- 2007: Місто зеленого кольору
- 2008: Віднесені любов'ю
- 2012: Коломийки 2
- 2014: Шепот Любви

### EPs
- 2022: Acoustic

### Singles (Auswahl)
- 1998: Ні Обіцянок, Ні Пробачень
- 1998: Шикидим (Original: Tarkan – Şıkıdım)
- 1999: Розбещений (Original: Tarkan – Şımarık)
- 2003: Нема з ким
- 2006: Відлітаєш (Original: Emre Altuğ – Bu Kadar Mı?)
- 2008: Город Зелёного Цвета
- 2021: Senden Uzak (mit Ege)

## Ehrungen
- 1999: Geehrter Künstler der Ukraine[2]
- 2016: Volkskünstler der Ukraine[4]